# Elymnias bulelenga
Elymnias bulelenga är en fjärilsart som beskrevs av Rothschild 1915. Elymnias bulelenga ingår i släktet Elymnias och familjen praktfjärilar. Inga underarter finns listade i Catalogue of Life.